# Wlademir Dias-Pino
Wlademir Dias-Pino (Rio de Janeiro, 24 de abril de 1927 - Rio de Janeiro, 30 de agosto de 2018) foi um poeta, artista visual e artista gráfico brasileiro, considerado o fundador da poética construtiva no Brasil.

## História

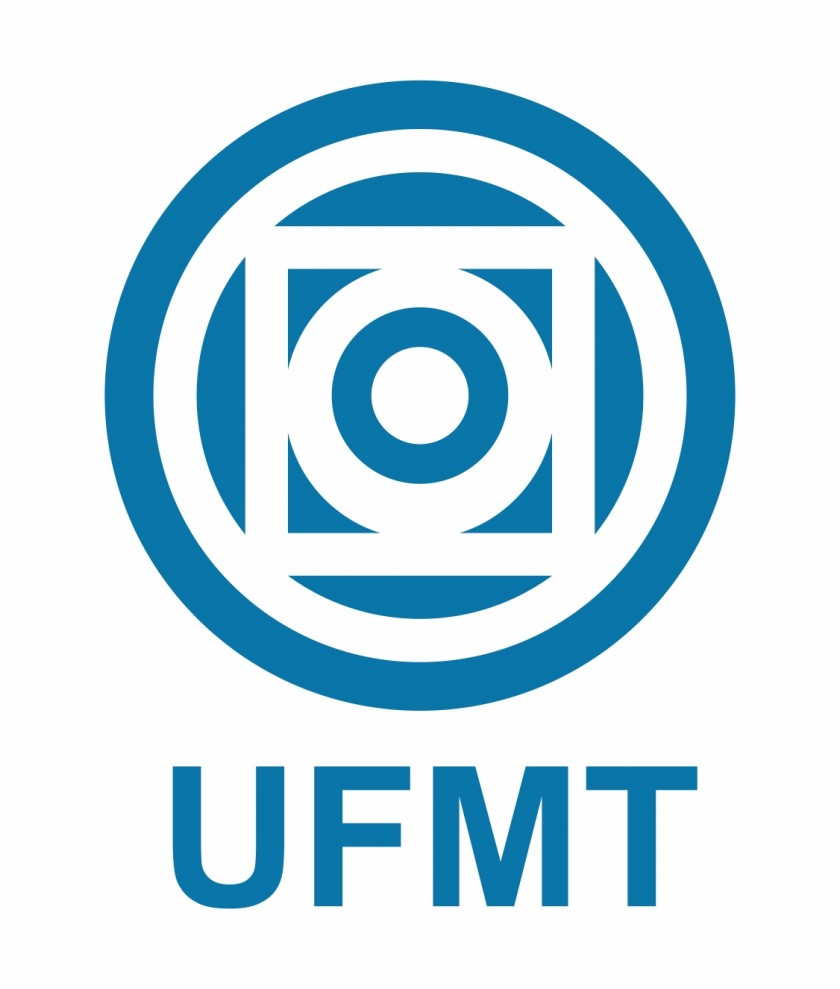
Logo da Universidade Federal de Mato Grosso, obra de Dias-Pino realizada em 1972.

Wlademir Dias-Pino nasceu no bairro da Tijuca, Rio de Janeiro em 24 de abril de 1927. Em decorrência de perseguição política, seu pai transfere-se com a família em 1936 para Cuiabá, onde passa a juventude. Em 1939, com 12 anos de idade, edita na gráfica de seu pai que era tipógrafo, seu primeiro livro: Os Corcundas. Em 1948, em Cuiabá, funda o movimento literário de vanguarda Intensivismo, que já traz em seu ideário fortes inovações formais que antecipam as tendências mais radicais da poesia visual e das artes plásticas dos anos 50 e 60, publicando seu manifesto no jornal Sarã.
Volta para o Rio de Janeiro em 1952, onde passa a participar dos movimentos de vanguarda política e cultural da época. Um dos seis fundadores do movimento da poesia concreta no Brasil (são eles: Décio Pignatari, Ferreira Gullar, Haroldo de Campos, Augusto de Campos, Ronaldo Azeredo e Wlademir Dias Pino). Participa da I Exposição Nacional de Arte Concreta, em 1956, tendo sido, ainda, um dos fundadores do poema/processo em 1967 e o primeiro autor a elaborar o conceito de "livro-poema", com o poema A Ave considerado por Moacy Cirne e Álvaro de Sá o primeiro exemplo/exemplar conhecido deste tipo de poema . O que caracteriza o livro-poema é a exploração das característica físicas do livro como parte integrante do poema, tornando-os um só corpo físico, de forma que o poema só existe porque existe o objeto livro.
A Ave, livro artesanal de tiragem reduzida (não mais do que 300 exemplares feitos a mão e nunca reeditado pelo autor), foi elaborado a partir de 1948 e lançado apenas em abril de 1956, antes da Exposição Nacional de Arte Concreta. A Ave assumia já o elemento visual como principal agente estrutural do poema. Produzindo, a partir daí, uma concepção própria da poesia concreta, o poeta intencionava expressar, por exemplo, através de um gráfico o que necessitaria de um longo discurso verbal para ser dito. Assim sendo, seus poemas visuais incluem gráficos, perfurações, figuras, etc., além de caracteres escritos e, por vezes, chegam a abrir mão da palavra para tornarem-se puramente plásticos, não-verbais.
Diferindo da poesia concreta em sua essência, que via na paranomásia o principal motor da poesia, extrapolando o contexto da linguagem verbal, Dias-Pino trabalha com o simbólico e o metafórico, buscando uma espécie de metáfora pura. Wlademir é autor também de dois outros livros fundamentais da literatura brasileira: SOLIDA (1956-1962) e Numéricos.
Wlademir faleceu em 30 de agosto de 2018.
Antonio Houaiss o considerou "um dos mais perspicazes pesquisadores visuais no Brasil".